# Пордик
Порди́к (фр. и галло Pordic, брет. Porzhig) — коммуна во Франции, находится в регионе Бретань, департамент — Кот-д’Армор, округ Сен-Бриё, кантон Плерен. 
Население (2019) — 7 300 человек.

## География
Коммуна расположена приблизительно в 380 км к западу от Парижа, в 100 км северо-западнее Ренна, в 8 км к северо-западу от Сен-Бриё, на берегу Ла-Манша. Через территорию коммуны проходит национальная магистраль N12.

## История
Территория Пордика была заселена с неолита, но все мегалиты, сохранившиея на территории коммуны, были уничтожены в XIX веке. От галло-римского периода остались руины Camp des Bernains, расположенные недалеко от деревни Кере. Этот лагерь, по-видимому, был частью более мощного оборонительного комплекса, включающего также деревню Орья в коммуне Трегомёр и Роше-Колле в Лантике.
Первое упоминание о Пордике датируется 1160 годом по случаю пожертвования аббатству Святого Креста в Генгаме Конаном, младшим сыном графа Пентьевр; приход был передан в дар аббатству Бопор в Пемполе при создании этого аббатства в 1202 году. С этой даты до Великой Французской революции приход Пордик будет зависеть от аббатства Бопор.
В XIX веке и в первой половине XX века Пордик был типичной сельской коммуной, расположенной на морском побережье, и многие его жители занимались традиционным прибрежным промыслом рыбы.
Во время Второй мировой войны немцы разместили на территории коммуны четыре бункера, предназначенные для защиты расположенного в двух километрах к северу порта Биник.
1 января 2016 года Пордик поглотил соседнюю коммуну Тремелуар.

## Достопримечательности
- Церковь Святого Петра
- Виадук Парфон

## Экономика
Структура занятости населения:
- сельское хозяйство — 2,9 %
- промышленность — 12,1 %
- строительство — 10,6 %
- торговля, транспорт и сфера услуг — 43,1 %
- государственные и муниципальные службы — 31,4 %

Уровень безработицы (2018) — 8,4 % (Франция в целом —  13,4 %, департамент Кот-д’Армор — 11,5 %). 

Среднегодовой доход на 1 человека, евро (2018) — 23 790 (Франция в целом — 21 730, департамент Кот-д’Армор — 21 230).
В 2007 году среди 3562 человек в трудоспособном возрасте (15—64 лет) 2575 были экономически активными, 987 — неактивными (показатель активности — 72,3 %, в 1999 году было 71,0 %). Из 2575 активных работали 2431 человек (1251 мужчина и 1180 женщин), безработных было 144 (72 мужчины и 72 женщины). Среди 987 неактивных 331 человек были учениками или студентами, 463 — пенсионерами, 193 были неактивными по другим причинам.

## Демография
Динамика численности населения, чел.

## Администрация
Пост мэра Пордика с 2020 года занимает Жоэль Батар (Joël Batard). На муниципальных выборах 2020 года возглавляемый им правый список победил во 2-м туре, получив 46,21 % голосов (из трёх списков).
| Период | Период | Фамилия          | Партия                                       | Примечания                                           |
| ------ | ------ | ---------------- | -------------------------------------------- | ---------------------------------------------------- |
| 1976   | 1983   | Теофиль Минье    |                                              | холодильщик                                          |
| 1983   | 1995   | Луи Оффре        | Союз за французскую демократию Разные правые | преподаватель, член Генерального совета департамента |
| 1995   | 2001   | Андре Геде       | Разные левые                                 | учитель                                              |
| 2001   | 2008   | Ги Фонте         | Разные правые                                | инженер                                              |
| 2008   | 2014   | Жильбер Гаспайяр | Социалистическая партия                      | пенсионер                                            |
| 2014   | 2020   | Морис Батта      | Разные правые                                | пенсионер                                            |
| 2020   |        | Жоэль Батар      | Разные правые                                |                                                      |

## Города-побратимы
- Хейл[англ.] (Великобритания, с 1991)[3]

## Галерея
- Церковь Святого Петра
- Бункер